# Crash (álbum de Decyfer Down)
Crash é o segundo álbum da banda de rock cristão americana Decyfer Down. Ele tem três singles: "Crash", "Desperate" e "Fading".
| Críticas profissionais                                                      | Críticas profissionais |
| Avaliações da crítica                                                       | Avaliações da crítica  |
| Fonte                                                                       | Avaliação              |
| --------------------------------------------------------------------------- | ---------------------- |
| Christian Music Zine                                                        | (Grade: B)             |
| Rawkfist Music                                                              | [ 2 ]                  |
| Tunelab Music                                                               | [ 3 ]                  |
| Esta tabela precisa de ser acompanhada por texto em prosa. Consulte o guia. |                        |

## Faixas
1. "Crash" - 3:51
2. "Desperate" - 2:55 (Capa Fighting Instinct)
3. "Fading" - 4:11
4. "Best I Can" - 3:38
5. "Ride With Me" - 3:23
6. "Wasting Away" - 4:03
7. "Over My Head" - 3:54
8. "Moving On" - 3:45
9. "The Life" - 3:49
10. "Forever With You" - 4:09

## Faixas adicionais
1. "Now I'm Alive" - 3:59